# Osman Saidnurow

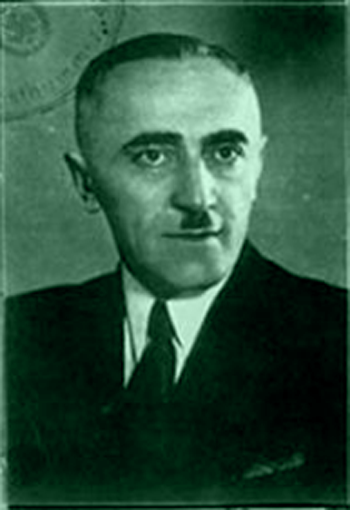
Osman Saidnurow

Osman Saidnurow, ros. Осман Саиднуров, Osman Gube (ur. w 1892 w rejonie Bujnaksku w Dagestanie w Rosji, zm. ?) – rosyjski wojskowy (porucznik), emigracyjny działacz polityczny, współpracownik Abwehry podczas II wojny światowej.
Był z pochodzenia Awarem. Od 1915 r. służył w dagestańskim pułku kawalerii. W 1919 r. pułk został włączony do Sił Zbrojnych Południa Rosji gen. Antona I. Denikina. Osman Saidnurow w stopniu porucznika dowodził szwadronem kawalerii. Po klęsce wojsk białych na Kaukazie O. Saidnurow w październiku 1919 r. wstąpił do armii Demokratycznej Republiki Gruzji. 
W 1921 r., po jej zajęciu przez Armię Czerwoną, wyemigrował do Turcji. Zamieszkał w Trabzonie, a następnie w Stambule. Prowadził tam aktywną działalność narodowowyzwoleńczą w środowiskach emigrantów kaukaskich. Przyjął nazwisko Gube. W 1934 r. stanął na czele sekcji północnokaukaskiej antysowieckiej organizacji Kaukaz. W późniejszych latach nawiązał kontakty z niemieckim wywiadem wojskowym Abwehra. Współpracował z nią przy organizowaniu w Dagestanie zbrojnych grup antybolszewickich. Niewiele wiadomo o jego działalności w latach 1938-1941. Prawdopodobnie część tego okresu spędził w Niemczech, szkoląc się w działaniach dywersyjnych. 
Po ataku wojsk niemieckich na ZSRR 22 czerwca 1941 r., przeszedł kurs szpiegowski w ośrodku w Szczecinie. W połowie 1942 r. został wysłany na front do północnego Kaukazu. W nocy 25 sierpnia tego roku wraz z 11 innymi dywersantami został zrzucony na spadochronie na obszar Czeczenii. Krótko przed tym został formalnie awansowany do stopnia pułkownika, aby zyskać większy autorytet wśród miejscowej ludności. Grupa dywersyjna pod dowództwem por. Gerta Reicherta miała za zadanie prowadzić działania dywersyjne i wspomóc ruch partyzancki kierowany przez Chasana Israiłowa. Natomiast Gube i 4 innych dywersantów pochodzących z Kaukazu mieli dodatkowo prowadzić antysowiecką propagandę wśród miejscowej ludności. Niemieckie władze bardzo liczyły na efekty działań Gube, zamierzając wręcz powierzyć mu funkcję nieformalnego przedstawiciela w Czeczenii. Jednakże Israiłow odrzucił pomoc od Niemców, w związku z czym niemiecki oddział ograniczył się do dywersji. Osman Gube został schwytany przez Sowietów niedaleko wioski Akki-Jurt 12 stycznia 1943 r.